# Адыгейский республиканский институт гуманитарных исследований
Адыгейский республиканский институт гуманитарных исследований имени Т. М. Керашева (сокращённо АРИГИ) — российское государственное научно-исследовательское учреждение, расположенное в Майкопе, Адыгея. Основная специализация АРИГИ — исследование адыгского этноса.

## История института
Инициаторами создания института были следующие ученые: С. Сиюхов, И. Цей, И. Наврузов, Д. Ашхамаф.
- 1927 год — создан в качестве Института Краеведения.
- 1934 год — Институт краеведения получил статус Научно-исследовательского института и новое наименование Адыгейский научно-исследовательский институт экономики, языка, литературы и истории (АНИИ ЭЯЛИ).
- 1992 год — переименован в Адыгейский республиканский институт гуманитарных исследований (АРИГИ).

Руководителем в тот период был — Чирг Асхад Юсуфович.
- В 2002 году институту присвоено имя Т. Керашева[2]

## Научная деятельность

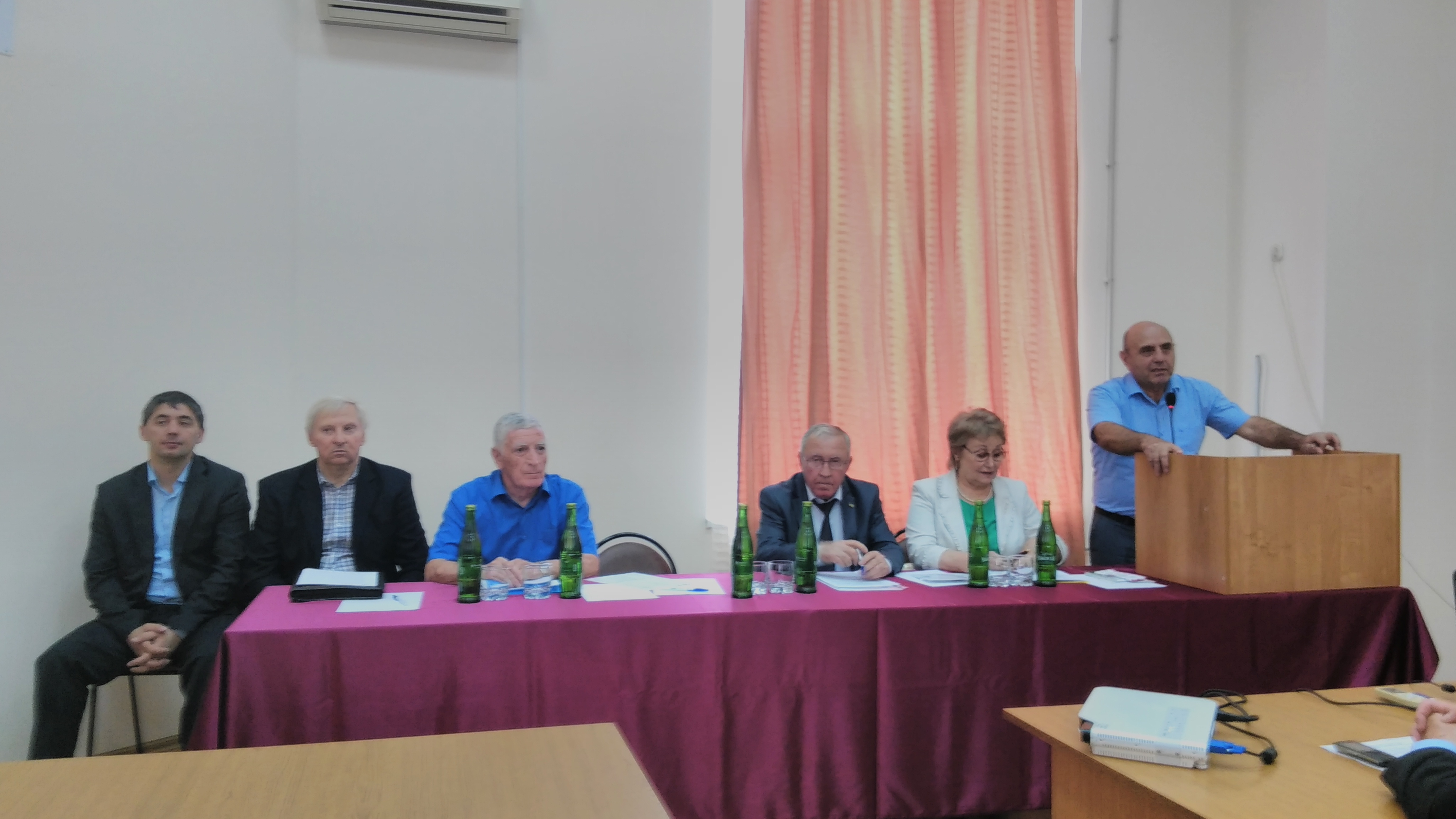
Директор АРИГИ Тлеуж А. Х. на конференции. Майкоп 2017.

- 1927—1940 — издано 22 научных труда тиражом около 70 тысяч экземпляров, собран бесценный материал фольклорно-музыкальных произведений и лингвистических текстов.[1]
- 1945—1970 — издано более 100 научных работ по истории, языку, этнографии адыгов.
- Основными формами научной деятельности АРИГИ являются: публикация научных трудов и исторических источников; проведение конференций и других научных мероприятий; работа Ученого совета.

## Руководители института[1]
- с февраля по октябрь 1929 г.- Хуажев Махмуд Карабатырович
- 1929—1931, 1934—1937 Барон, Исмаил Хасанович 1903—1939
- 1934—1936 Керашев, Тембот Магометович
- Хатков, Махмуд Джанхотович (1900—1984)
- с 1937 по 1938 Илья Михайлович Девтеров
- с 1939 по 1940 г. Масхаб Исхакович Биштов
- с 10 февраля по 8 августа 1940 года Брантов, Хаджимос Исмаилович
- в военный период ? — Хутов, Аскер Якубович
- февраль 1945 — август 1947 гг- Пчентлешев, Хабеч Асланчериевич
- С 1947 по 1954 год институтом руководили Водождоков, Хаджимет Долотукович, и Туов, Меджид Шумафович
- 1954—1967 Малич Гайсович Аутлев
- 1967—1973 Пчентлешев, Хабеч Асланчериевич
- 1973—1984 Напсо, Фазиль Айсович
- 1985—1986 Хутыз, Ким Кансаович
- 1986—2000 Мекулов, Джебраил Хаджибирамович
- 2000—2009 Чирг, Асхад Юсуфович
- 2009—2017 Берсиров, Батырбий Махмудович
- с 2017 по н/в Тлеуж, Адам Хусейнович

## Интересный факт

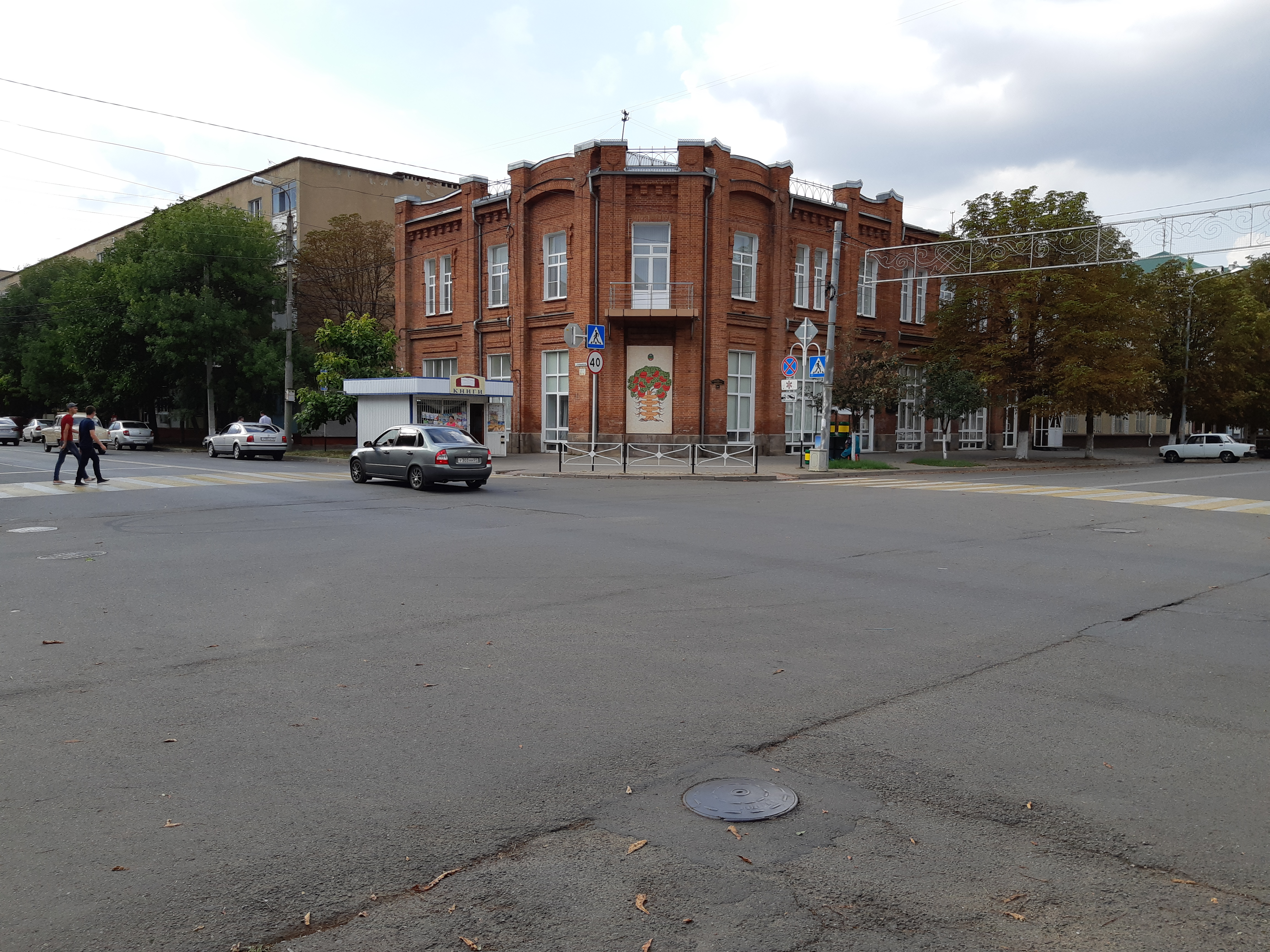
Балкон здания АРИГИ, с которого выступали С. Будённый и К. Ворошилов

- Здесь с балкона здания АРИГИ на митинге бойцов 1-й конной армии выступили С. М. Буденный и К. Е. Ворошилов.

## Награды
В 1979 году за заслуги в исследовании адыгейского языка, литературы и истории, развитии просвещения и культуры в Адыгейской автономной области АРИГИ награждён орденом «Знак Почёта».